# Dactylicapnos roylei
Dactylicapnos roylei là một loài thực vật có hoa trong họ Anh túc. Loài này được (Hook.f. & Thomson) Hutch. mô tả khoa học đầu tiên năm 1921.